# Романовский, Владимир Иосифович
Влади́мир Ио́сифович Рома́новский (1940 — 2001, Калуга) — советский и российский актёр театра и кино.

## Биография
С начала 1960-х играл в Калужском областном драматическом театре.
Заслуженный артист РСФСР (1977).
Актёр классической русской школы театра. Играл комедийные и драматические роли.
Роли, о которых были рецензии в центральной прессе:
- «Космонавты» (1970, по пьесе Г. Семенихина и Ю. Малашева) — космонавт Костромин[2];
- «Ивушка неплакучая» (1977) — Леонтий Угрюмов;
- «Пифагор» (1986, по пьесе Я. Костюковского) — Эпихарм.

В кино известен по ролям в фильмах:
- «Закон» (1989) — Хрущёв;
- «Десять лет без права переписки» (1990) — Хрущёв;
- «Генерал» (1992) — Хрущёв;
- «Ворошиловский стрелок» (1999) — доминошник;
- «Сфинкс» (1990);
- «Чужая сторона» (1991);
- «Ехали два шофёра» (2001) — Борис Фёдорович.

Вместе с главным режиссёром А. Б. Плетнёвым организовал в Калуге филиал РАТИ (первый выпуск состоялся в 2001 году).
Режиссёр-постановщик сказки «Приключения пограничника Мокея» (1999).
В Калуге на доме, где он жил (ул. Пролетарская, 110) установлена мемориальная доска.